# تومیسلاو برکیچ
 تومیسلاو برکیچ (انگلیسی: Tomislav Brkić؛ زادهٔ ۹ مارس ۱۹۹۰) یک تنیس‌باز اهل بوسنی و هرزگوین است.